# Prunus transarisanensis
Prunus transarisanensis — вид квіткових рослин з родини трояндових (Rosaceae). Ареал охоплює такі країни: Тайвань.

## Середовище
Зустрічається в лісах на висоті від 1600 до 2800 м; поширений у північній половині центрального гірського хребта.

## Морфологічний опис
Це кущисте дерево.